# 貝澳

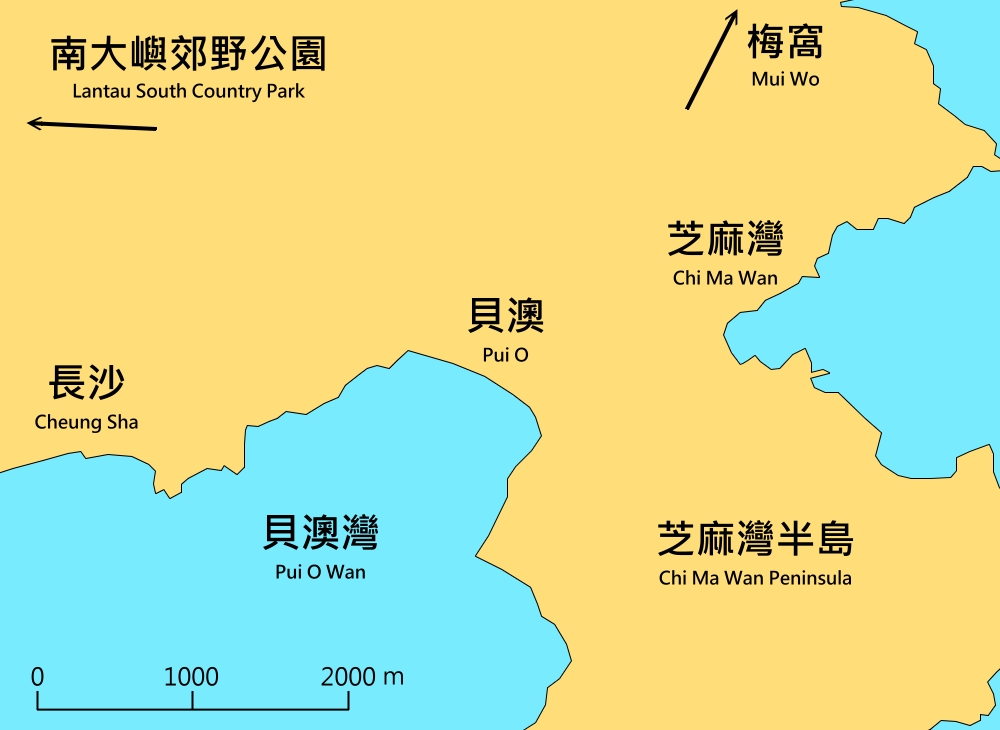
貝澳位置及地形

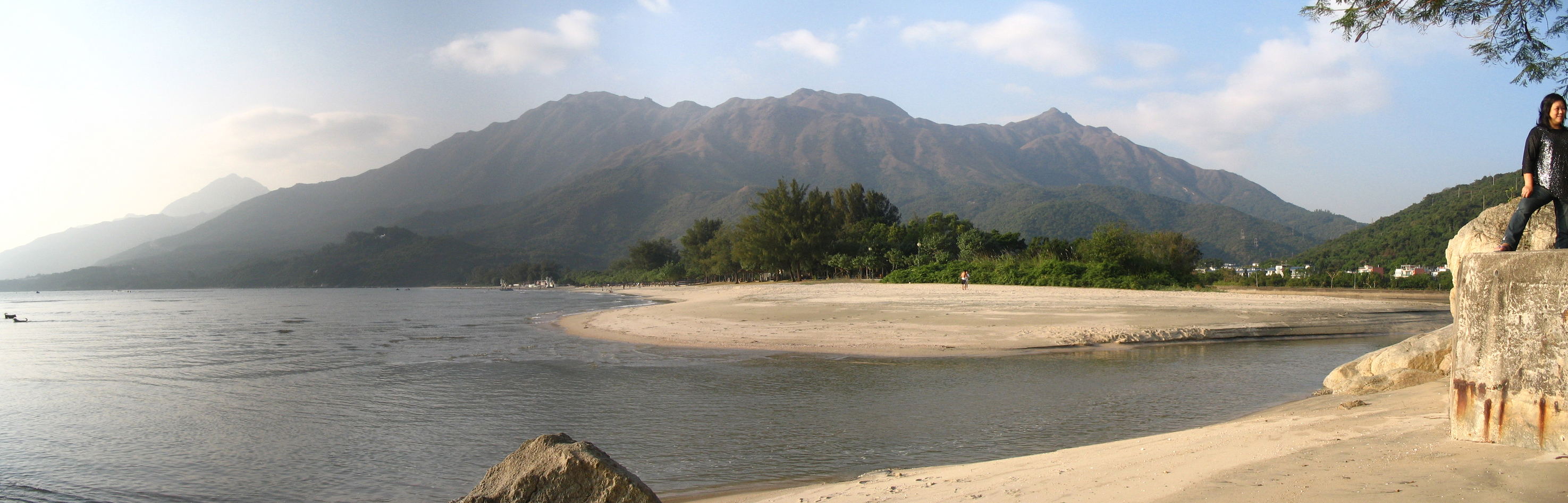
從天后宮外的沙灘西望貝澳泳灘：
後方由左至右可見大東山、二東山和蓮花山三座高山，圖右為潟湖出海口

貝澳（英語：Pui O），又稱杯澳，位於香港新界大嶼山離島區嶼南道，為大嶼山南岸的一個聚居地，由老圍、新村、羅屋和鹹田等幾條村落所組成。在歷史文獻中，稱為螺杯澳或者螺盃澳。從貝澳往西南為長沙，往東面為芝麻灣，往東南芝麻灣半島，往北面為南大嶼郊野公園。

## 地理
貝澳取名於其尤如螺的地形，因此古稱為螺杯澳，此古稱在明朝萬曆（1573年至1620年）時期由郭棐所著的《粵大記》中有所記載。
貝澳位於大嶼山東南方，是大嶼山的南岸，對外的海灣為貝澳灣。貝澳東為芝麻灣，南為貝澳灣（海灣），西為長沙，北為南大嶼郊野公園。貝澳是一個沙咀，幾條小河由附近的山流入海或者石壁水塘，其中一條大的是由向梅窩的山谷流入貝澳灣。海水和河水形成鹹淡水交界的地形和生態，海邊沖積一個螺子形狀的海灘。

## 生態
貝澳的生態資源豐富，貝澳河被漁農自然護理署列為「具重要生態價值河溪」，貝澳其中一片淡水濕地提供棲息地予水牛及多種雀鳥，但一直飽受傾倒泥頭活動破壞。

## 歷史
考古學家在貝澳發現新石器時代的古物，表示可能在數千年前的新石器時代已經有人在貝澳居住。在清朝世祖順治十八年（1661年），大嶼山居民因為遷界令而必須內遷，復界後（1669年）才陸續返回居住。
張姓老圍現在仍然有一邊石砌矮圍牆，用來阻擋水浸時的洪水。貝澳村民以前主要以務農為生，次要為打漁。在河口，有一座建於清仁宗嘉慶四年（1799年）的天后宮，廟宇正向西南方，背山面海，並且置有銅鐘一口。在天后宮附近有洪聖廟 （梅窩）的遺址。

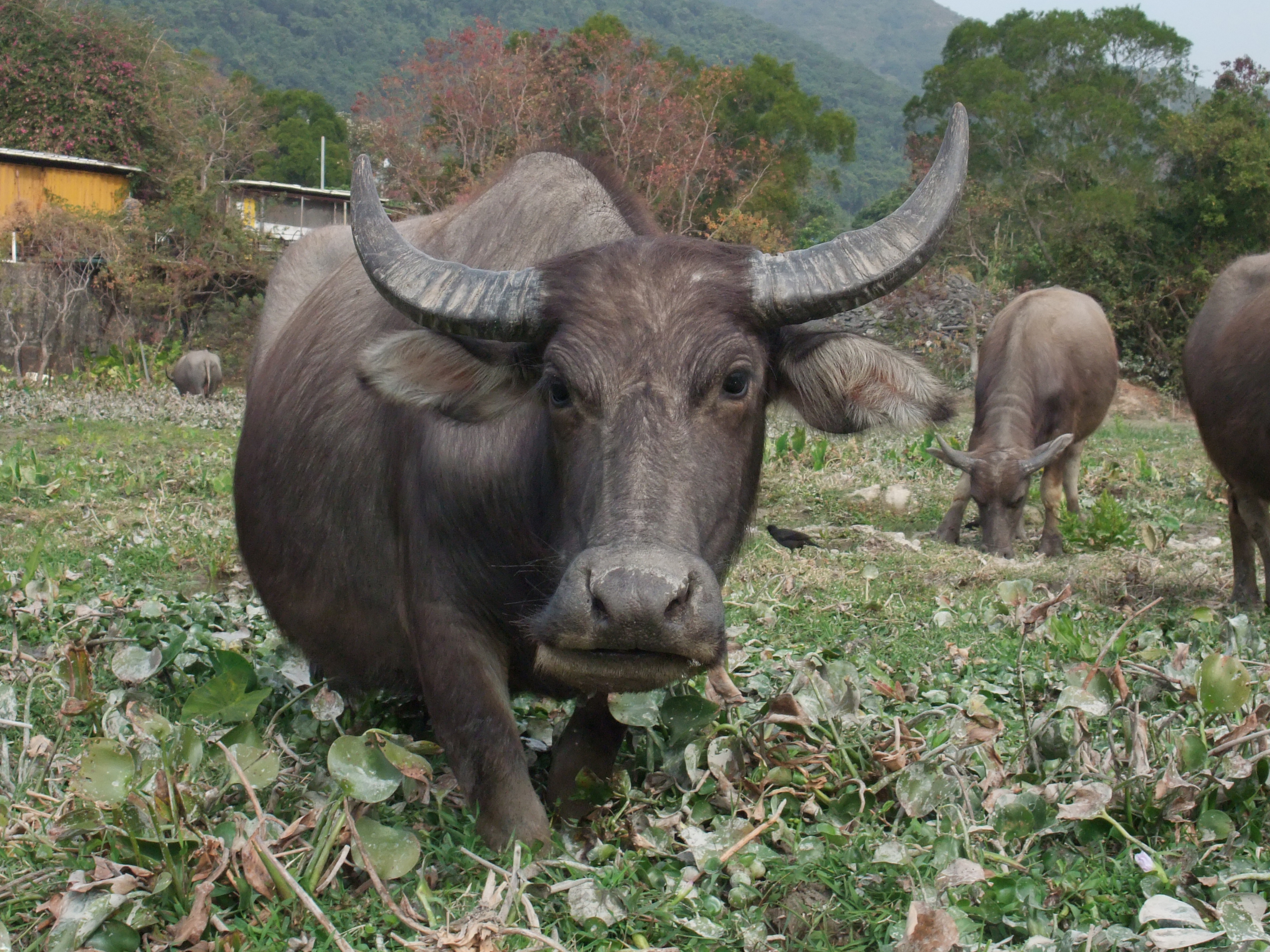
在貝澳常見的水牛

1956年至1963年間，由於當時香港食水短缺，香港政府決定興建石壁水塘，開闢嶼南道、東涌道和大澳道等連貫各地。由貝澳至分流的山水全被截流及引入石壁水塘，導致嚴重影響田地灌溉。期後以務農為生的村民被逼放棄耕種，因而解放水牛，另謀生計。直到現時，村民大多以經營渡假屋和士多。
2015年3月大嶼山發展諮詢委員會討論南大嶼山的康樂及旅遊發展，包括建議擴大貝澳營地規模及發展為以海濱為主題的休閒區。同年4月發展局副局長馬紹祥透露，有關部門正考慮以宗教旅遊或者故事方式，串連貝澳至觀星熱點狗嶺涌等等旅遊景點。

## 主要景點
貝澳泳灘為貝澳的主要景點之一，由康樂及文化事務署管理，設有更衣室、洗手間及淋浴等設施，而且有救生員值勤。泳灘旁有士多經營，大部分均售賣游泳用品及食物等。貝澳泳灘的水流分別來自海水及附近河流，因此貝澳泳灘為淡水水的交界。此泳灘的水質趨勢近20年被環境保護署評級為良好至一般之間。
2008年6月26日至30日，康樂及文化事務署曾經在貝澳泳灘進行防鯊網維修工程，因而一度關閉。
由於貝灘泳灘面於西南偏南，因此在貝澳可以清楚觀看日落。

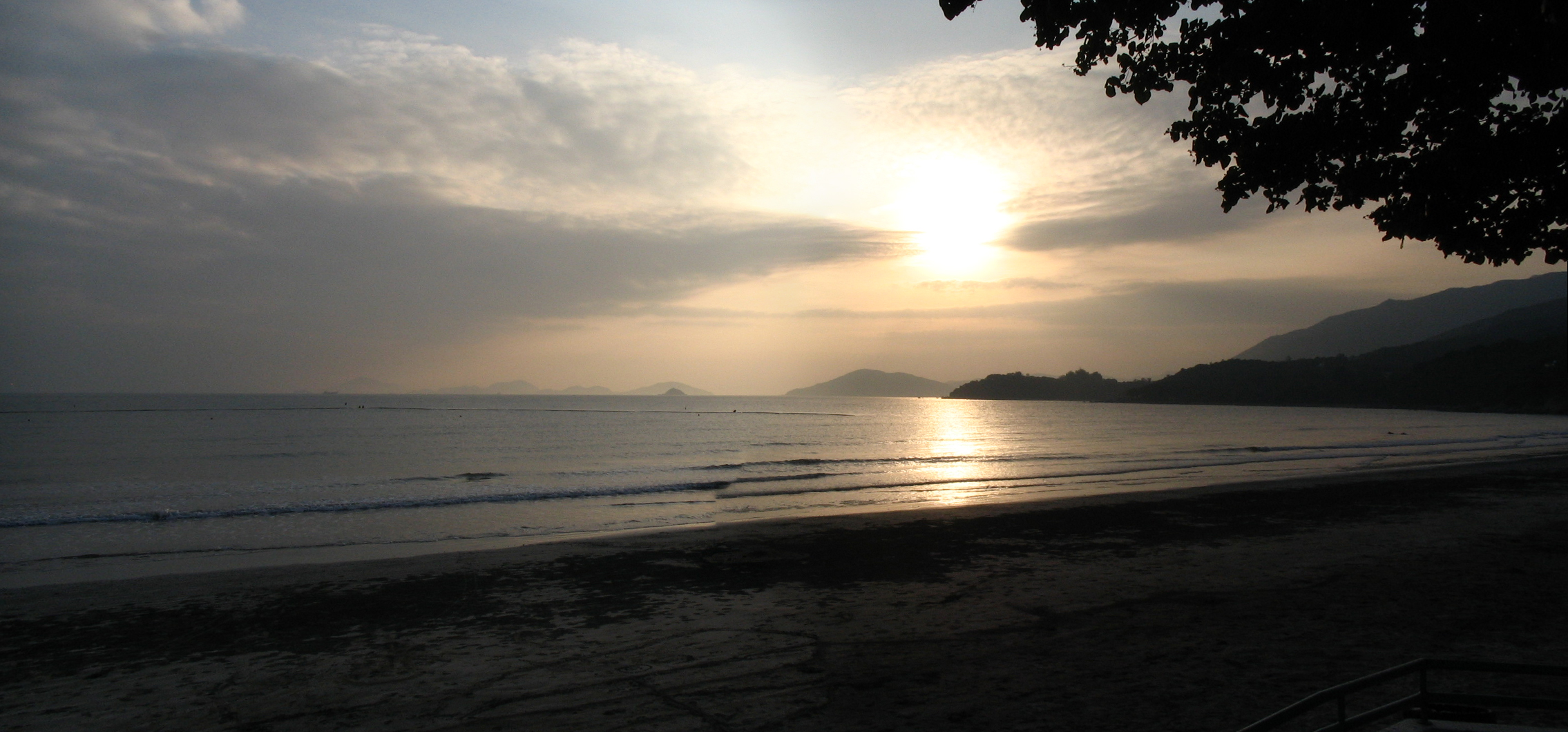
貝澳泳灘西部黃昏時分
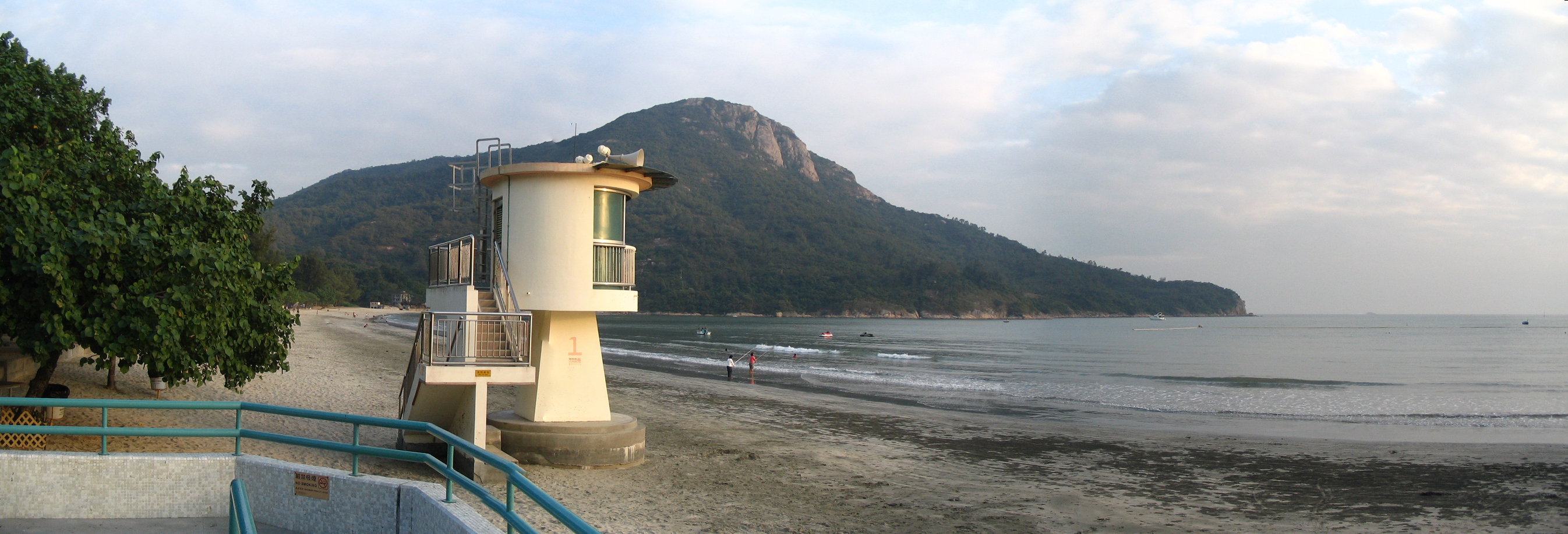
貝澳泳灘東部黃昏時分，後方為芝麻灣半島
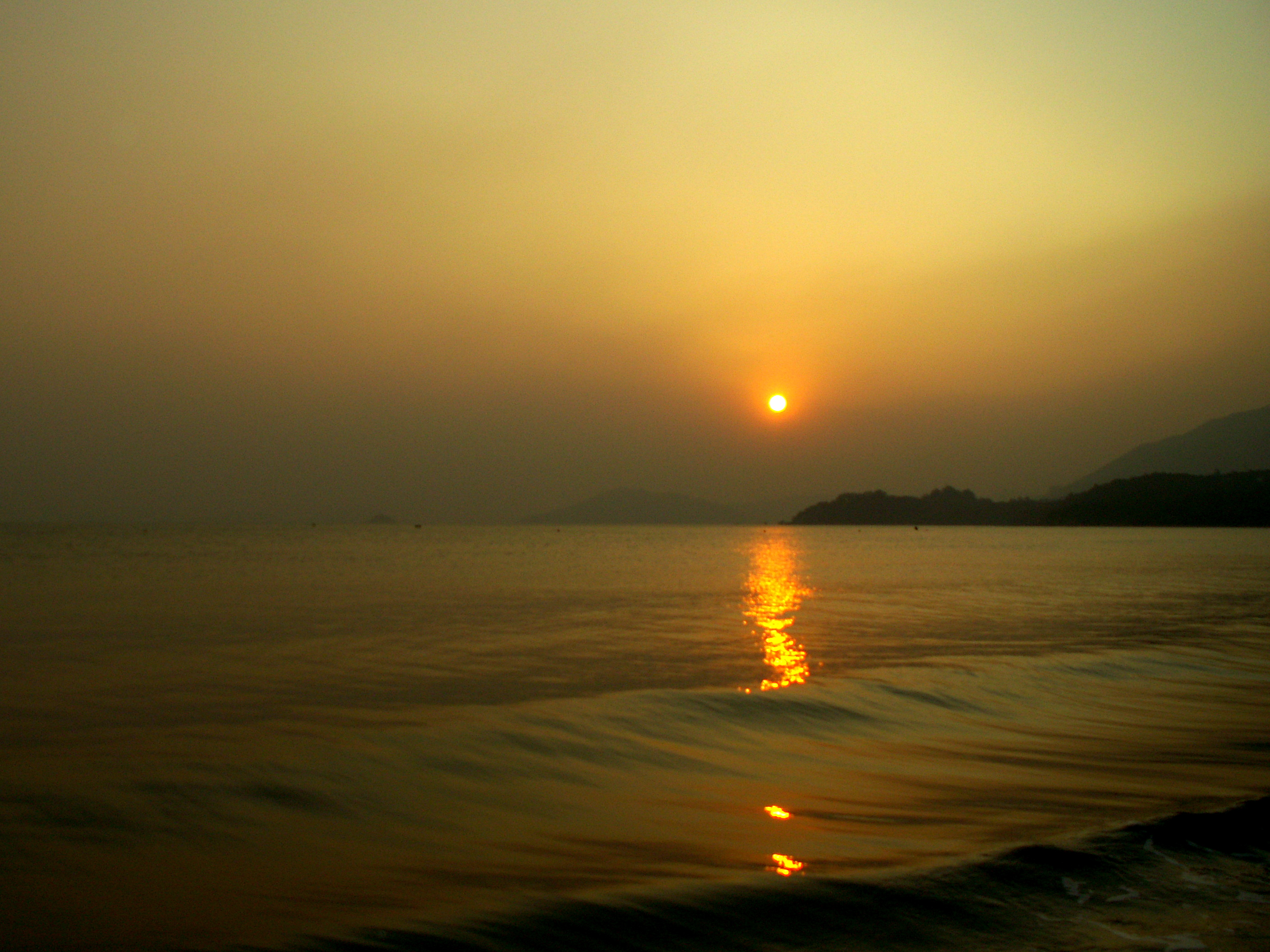
貝澳泳灘西部日落時分

### 貝澳營地及燒烤場

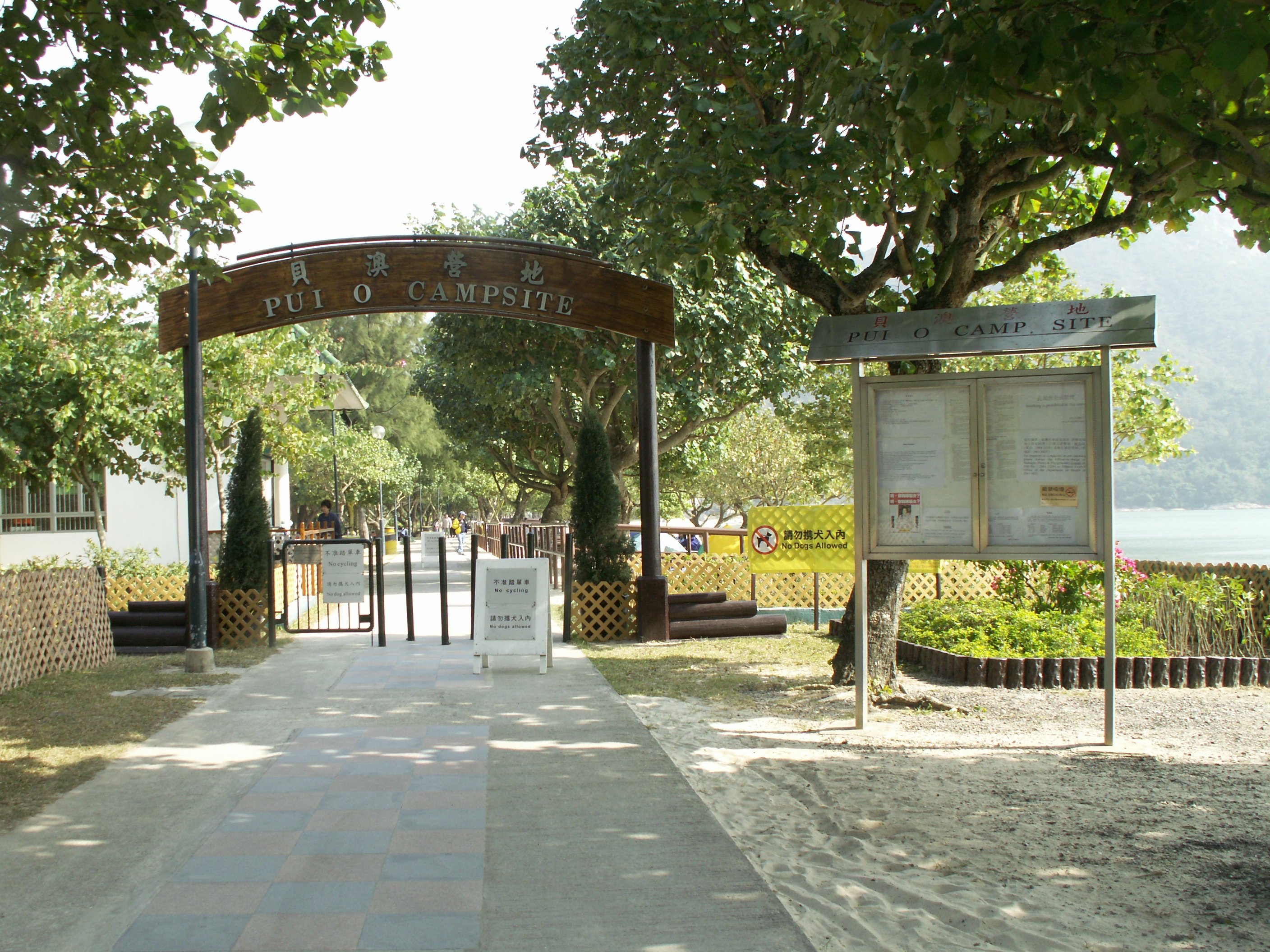
貝澳營地入口處

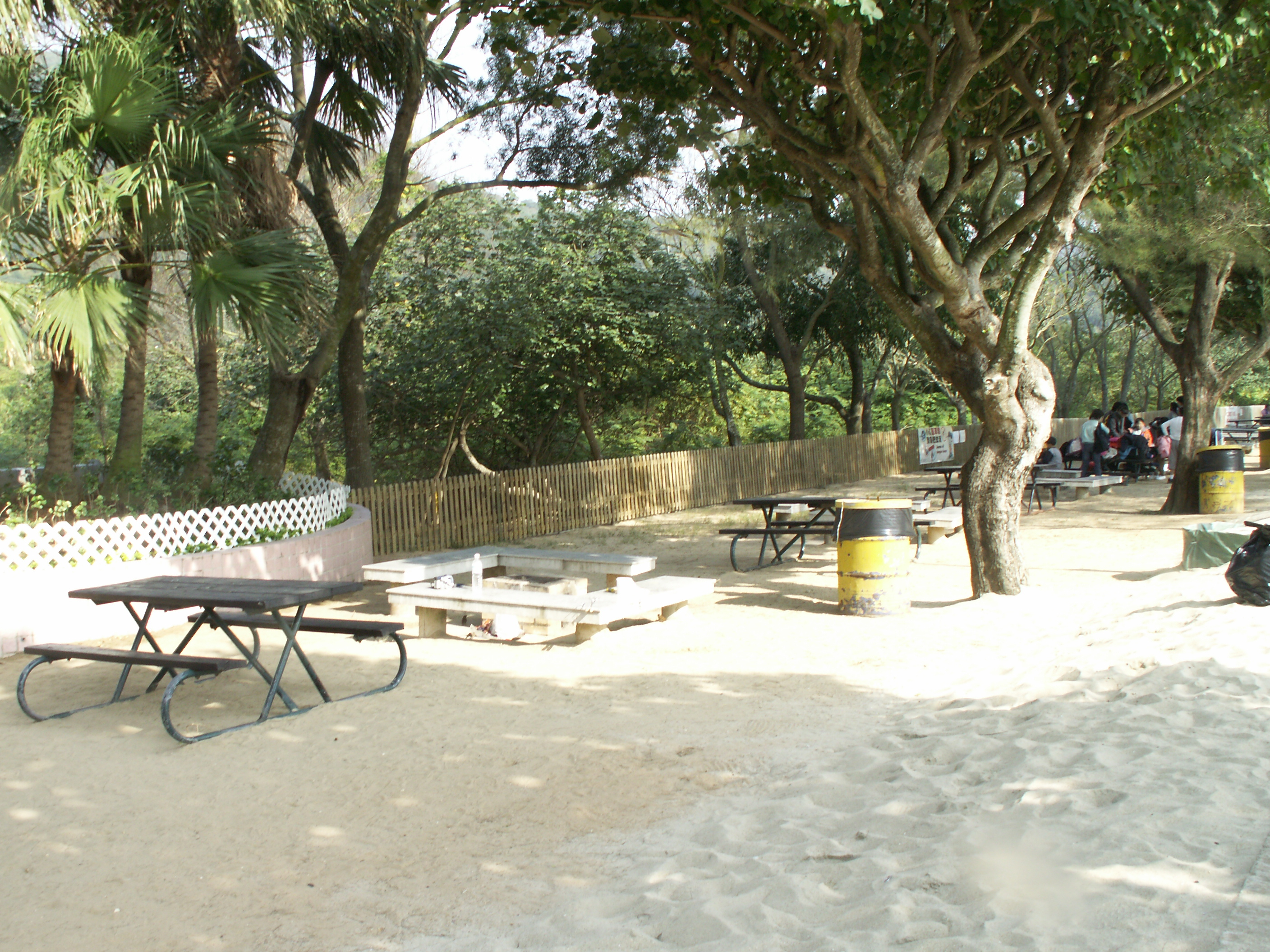
貝澳燒烤場

貝澳泳灘中設有一個開放予公眾及免費的營地，24小時開放，供予露營，由康樂及文化事務署管理，用者使用前在管理處登記即可。露營地點中露營位共有52個，每個營位以木欄間開，地面以沙為主。另外貝澳泳灘中設有一個開放予公眾及免費的燒烤場，設有數十個燒烤爐，大部分燒烤爐都設在露營位附近，以方便露營者燒烤。
於2012年有報道指出，貝澳營地近年淪為大批中國大陸旅客所使用的免費住宿地，白天出外購物遊玩，晚上回來宿地睡覺，以節省酒店租金。更有其他人士視這裏為長期住所，令到假日到來露營的香港人無法享用營地。

## 交通
新大嶼山巴士：

## 軼事
香港影星劉德華與張曼玉主演的香港電影《旺角卡門》當中在大嶼山的外景拍攝部份，就是貝澳。

## 區議會議席分佈
貝澳一直保持鄉村狀況，常住人口較少，而整個貝澳都劃入大嶼山選區。

## 外部連結
维基共享资源上的相關多媒體資源：貝澳
22°14′34″N 113°58′36″E / 22.2427°N 113.9768°E